# Tadeusz Wojak
Tadeusz Józef Wojak (ur. 6 grudnia 1907, zm. 1 maja 2000) – polski duchowny Kościoła Ewangelicko-Augsburskiego, teolog, historyk Kościoła, publicysta, tłumacz literatury teologicznej i religijnej, redaktor, w latach 1967–1978 redaktor naczelny Wydawnictwa „Zwiastun”.

## Życiorys
Studiował teologię ewangelicką na Wydziale Teologii Ewangelickiej Uniwersytetu Warszawskiego. W 1931 został ordynowany na duchownego i skierowany do pracy jako wikariusz i prefekt w polskiej parafii ewangelicko-augsburskiej w Łodzi. W latach 1936–1938 pełnił funkcję pomocniczego ewangelickiego kapelana wojskowego w garnizonie w Łodzi. W latach 1938–1939 był ogólnopolskim duszpasterzem młodzieżowym z siedzibą w Warszawie.
Był aktywnym działaczem luterańskiego ruchu społecznościowego (neopietystycznego), w tym współorganizatorem Tygodni Ewangelizacyjnych w Miechowicach.
W latach 1945–1951 był administratorem, a w latach 1951–1967 proboszczem parafii ewangelicko-augsburskiej w Starym Bielsku. W latach 1967–1978 pełnił funkcję redaktora naczelnego Wydawnictwa „Zwiastun” w Warszawie.

## Miejsce pochówku
1 maja 2000 został pochowany na cmentarzu ewangelicko-augsburskim w Warszawie (aleja 25, miejsce 15).

## Wybrane publikacje
- Chcę być konfirmowany. Przewodnik dla konfirmantów, Warszawa: „Zwiastun”, 1971.
- Ewangelik-katolik, Warszawa: „Zwiastun”, 1972, 1981.
- Ewangelik-katolik (różnice między wyznaniami), Warszawa: „Zwiastun”, 1967.
- Jednodniówka poświęcona życiu młodzieży ewangelickiej. Łódź w kwietniu 1933 r., Łódź 1933.
- Kim jesteśmy?, Warszawa: „Zwiastun”, 1969.
- Mój przyjaciel Jezus. Wprowadzenie do życia z Bogiem, Warszawa: „Zwiastun”, 1972, 1973, 1974
- Eduard Lohse, Objawienie św. Jana. Komentarz, (tłumacz), Warszawa: 1985.
- Szkice z dziejów reformacji w Polsce XVI i XVII w., Warszawa: „Zwiastun”, 1977.
- Teraz albo nigdy, Warszawa: „Zwiastun”, 1971, 1972.
- Ustawy kościelne w Prusach Książęcych w XVI wieku, Warszawa 1993.
- W cieniu śmierci : Ewangelicy - ofiary prześladowań w czasie II wojny światowej. Praca zbiorowa (red. nauk.), Warszawa: „Zwiastun”, 1970[5].
- Zarys historii Kościoła, Bielsko-Biała 1995.